# Test of English for International Communication
Der Test Of English for International Communication (TOEIC) ist ein international anerkannter Sprachtest des Educational Testing Service. Das Ergebnis der Prüfung dient als Maßstab für die Fähigkeit von Menschen, die Englisch nicht als Muttersprache sprechen, es in der alltäglichen Kommunikation ihres Berufsumfeldes einzusetzen.
Der TOEFL ist im Unterschied zum TOEIC eher für den akademischen Bereich, für Sprachkenntnisse bei Studienplatzzulassungen vorgesehen und wird im nordamerikanischen Raum oft dafür verwendet.
Der TOEIC beinhaltet Fragen zur Feststellung des Hörverständnisses und Feststellung des Leseverständnisses, seit 2007 gibt es außerdem einen Testteil für das schriftliche Ausdrucksvermögen und einen mündlichen Teil. Das Testergebnis ist eine erreichte Punkteanzahl (max. 990 Punkte), die als Nachweis für das Sprachniveau gilt.
Es existiert ebenfalls eine Umrechnungstabelle, mittels welcher die erreichte Punktzahl der verschiedenen Tests (IELTS, ToEFL etc.) miteinander verglichen werden können.
Viele amerikanische Universitäten verlangen als Studienvoraussetzung eine Mindestpunktzahl beim TOEIC von 765 Punkten.
Es wird geschätzt, dass jährlich weltweit etwa fünf Millionen Menschen den TOEIC-Test ablegen. Insbesondere im asiatischen Raum (Japan, Südkorea) ist er beliebter als der TOEFL oder die Cambridge Certificates.

## Zertifikate
- Orange : 10 – 215
- Braun: 220 – 465
- Grün : 470 – 725
- Blau : 730 – 855
- Gold : 860 – 990

Die Ergebnisse des TOEIC-Tests werden anhand der Anzahl der richtigen Antworten in den einzelnen Abschnitten ermittelt, die anschließend in eine Punktzahl umgewandelt wird. Den Testteilnehmern werden separate Punkte für den Hörverständnis- und den Leseverständnisteil auf einer Skala von 5 bis 495 Punkten zuerkannt. Die Gesamtpunktzahl liegt folglich zwischen 10 und 990 Punkten. Statistische Verfahren stellen sicher, dass ähnliche TOEIC-Ergebnisse auch tatsächlich ein ähnliches Niveau der Englischkenntnisse nachweisen.
Wie alle Ergebnisse aus Tests von ETS ist das TOEIC-Zertifikat solange gültig, wie die entsprechenden Sprachkenntnisse der Testkandidaten gleich bleiben. Diese Kenntnisse können sich jedoch im Lauf der Zeit verbessern oder verschlechtern. Aus diesem Grund gilt: Je aktueller das Ergebnis ist, desto wahrscheinlicher ist auch die Übereinstimmung des Ergebnisses mit dem Können des Testkandidaten. Somit wird empfohlen, die Testergebnisse bis zu zwei Jahre lang als gültig zu betrachten. Es steht Unternehmen und akademischen Einrichtungen aber frei, Ergebnisse auch darüber hinaus anzuerkennen.

## Weblink Offizielle TOEIC Europe Website Deutschland
- Test of English for International Communication Offizielle Website von ETS